# 西漢太傅、太師、太保、太阿列表
《漢書·卷十九·百官公卿表第七》載，“太傅，古官，高后元年初置，金印紫綬。後省，八年復置。後省，哀帝元壽二年復置。位在三公上。”“太師、太保，皆古官，平帝元始元年皆初置，金印紫綬。太師位在太傅上，太保次太傅。”玆据該表立此列表。在位年數不足一年者，按一年計算。

## 太傅

### 太傅（前187年—前180年）
| 序次                        | 諡號     | 姓名   | 在位年數 | 在位時間        | 皇帝         |
| 西漢太傅（前187年—前180年） |          |        |          |                 |              |
| 1                           | 安國武侯 | 王陵   | 6年      | 前187年—前181年 | 高后（稱制） |
| 2                           | 辟陽幽侯 | 審食其 | 1年      | 前181年—前180年 | 高后（稱制） |

### 太傅（前1年—9年）
| 序次                  | 諡號       | 姓名 | 在位年數 | 在位時間  | 皇帝          |
| 西漢太傅（前1年—9年） |            |      |          |           |               |
| 1                     | 博山简烈侯 | 孔光 | 2年      | 前1年—1年 | 漢哀帝 漢平帝 |
| 2                     | 新都侯     | 王莽 | 5年      | 1年—6年   | 漢平帝 孺子嬰 |
| 3                     | 安陽侯     | 王舜 | 3年      | 6年—9年   | 孺子嬰        |

## 太師
| 序次                | 諡號       | 姓名 | 在位年數 | 在位時間 | 皇帝   |
| 西漢太師（1年—5年） |            |      |          |          |        |
| 1                   | 博山简烈侯 | 孔光 | 4年      | 1年—5年  | 漢平帝 |
| 2                   | 扶德侯     | 馬宮 | 1年      | 5年—5年  | 漢平帝 |

## 太保
| 序次                | 諡號   | 姓名 | 在位年數 | 在位時間 | 皇帝          |
| 西漢太保（1年—9年） |        |      |          |          |               |
| 1                   | 安陽侯 | 王舜 | 5年      | 1年—6年  | 漢平帝 孺子嬰 |
| 2                   | 承陽侯 | 甄邯 | 3年      | 6年—9年  | 孺子嬰        |

## 太阿
太阿為居攝元年新立職位。据《漢書·卷九十九上·王莽傳第六十九上》載，居攝元年“三月己丑，立宣帝玄孫嬰為皇太子，號曰孺子。以王舜為太傅左輔，甄豐為太阿右拂，甄邯為太保後承。又置四少，秩皆二千石。”“太阿”原指商朝伊尹，因其曾辅佐太甲，任職阿衡。
| 序次                | 諡號   | 姓名 | 在位年數 | 在位時間 | 皇帝   |
| 西漢太阿（6年—9年） |        |      |          |          |        |
| 1                   | 廣陽侯 | 甄豐 | 3年      | 6年—9年  | 孺子嬰 |